# Caspe
Caspe é um município da Espanha na província de Saragoça, comunidade autónoma de Aragão. Tem 503,33 km² de área e em 2021 tinha 10 183 habitantes (densidade: 20,2 hab./km²).
Foi em Caspe que decorreram em 1412 as negociações para a sucessão na Coroa de Aragão conhecidas como Compromisso de Caspe. 

## Demografia
| Variação demográfica do município entre 1991 e 2004[carece de fontes?] | Variação demográfica do município entre 1991 e 2004[carece de fontes?] | Variação demográfica do município entre 1991 e 2004[carece de fontes?] | Variação demográfica do município entre 1991 e 2004[carece de fontes?] |
| ---------------------------------------------------------------------- | ---------------------------------------------------------------------- | ---------------------------------------------------------------------- | ---------------------------------------------------------------------- |
| 1991                                                                   | 1996                                                                   | 2001                                                                   | 2004                                                                   |
| 8029                                                                   | 7770                                                                   | 7896                                                                   | 7870                                                                   |